# Fillmore megye (Minnesota)
Fillmore megye az Amerikai Egyesült Államokban, azon belül Minnesota államban található. Megyeszékhelye Preston, legnagyobb városa Spring Valley. Lakosainak száma 21 228 fő (2020. április 1.). Fillmore megye Winona, Howard, Olmsted, Winneshiek, Mower és Houston megyékkel határos.

## Népesség
A megye népességének változása:
| Lakosok száma | 20 838 | 20 869 | 20 886 | 20 835 | 20 834 | 21 228 |
|               | 2010   | 2011   | 2012   | 2013   | 2015   | 2020   |